# Ga Văn Điển
Ga Văn Điển là một nhà ga xe lửa trên tuyến đường sắt Bắc Nam thuộc địa phận thành phố Hà Nội, nối Với ga Giáp Bát với ga Thường Tín. Ga toạ lạc tại thị trấn Văn Điển, huyện Thanh Trì. Lý trình ga: Km 8 + 930. 
Giới thiệu chung: Ga Văn Điển là ga cấp 2 theo quyết định số: 1273/QĐ/TCCB-LĐ ngày 23 tháng 10 năm 2000 của TGĐ Liên hiệp ĐSVN. Vai trò, nhiệm vụ của nhà ga: Là ga lập tàu; chuyên nhận vận chuyển hàng hóa, hành khách và làm tác nghiệp đón, gửi tàu, tổ chức tránh vượt tàu, dồn giải thể, lập tàu, tổ chức xếp dỡ và nhận vận chuyển hàng hóa, vận chuyển hành khách trên các chuyến tàu khách địa phương.

## Các tuyến
- Đường sắt Bắc Nam
- Đường sắt Bắc Hồng - Văn Điển